# Университет Карло Каттанео
Университет Карло Каттанео (итал. Libera Università Carlo Cattaneo, LIUC) — частный коммерческий университет, расположенный в Кастелланце, Италия.

## История
Университет был основан в 1991 году примерно 300 предпринимателями как совместное предприятие итальянских корпораций, которые предоставили первоначальное финансирование и продолжали оказывать поддержку и руководство под эгидой Промышленной ассоциации провинции Варезе (UNIVA). Университет, расположенный в здании отреставрированной хлопчатобумажной фабрики XIX века, состоит из трёх факультетов (бизнеса и экономики, коммерческого права и инженерии управления). Университет назван в честь Карло Каттанео, местного мыслителя и экономиста XIX века. Эволюция курсов:
- В 1991 году в университете открылся набор для получения степени бакалавра делового администрирования (Economia Aziendale).
- В 1994 году было введено обучение на диплом инженера-менеджера.
- В 1998 году была введена программа бакалавриата по бизнес-праву.

## Кампус

### Хлопчатобумажная фабрика Кантони
LIUC расположен в исторической структуре промышленного комплекса, хлопчатобумажной фабрики Кантони, основанной около 1830 года, которая позже превратилась в завод. Реставрацию и восстановление бывшей прядильной мастерской поручил Союз промышленников провинции Варезе.

### Современный кампус
На сегодняшний день в заводских корпусах располагается кампус университета. Крытая площадь университета составляет 68 000 квадратных метров; классы рассчитаны на 3000 мест, лекционный зал на более чем 300 мест, пять мастерских, библиотека площадью 1600 квадратных метров со 100 000 томов и богатой коллекцией периодических изданий, аудитория на 100 мест, кафетерий, предназначенный для студенческой деятельности, семинары и дома для различных мероприятий.

### Общежития
В кампусе LIUC также есть университетская резиденция, названная в честь промышленника из Кастелланы Луиджи Помини, на 440 коек и общей площадью 10 800 квадратных метров, в которой могут разместиться как итальянские, так и иностранные студенты.

### Парк
Комплекс университетского городка также включает в себя зелёную зону: парк LIUC площадью 26 000 квадратных метров, место используется для проведения ежегодной церемонии вручения дипломов.

## Программы

### Факультет бизнеса и экономики
- Финансы и администрирование
- Коммуникации, маркетинг и новые медиа
- Спортивный менеджмент
- Менеджмент и предпринимательство
- Экономика бизнеса (преподаётся на английском языке)
- Глобальные рынки (преподаётся на английском языке)
- Управление семейным бизнесом (на английском языке)
- Администрирование и аудит
- Банк, рынки и финансы
- Экономика и управление бизнесом
- Предпринимательство и инновации (на английском языке)
- Управление международным бизнесом (на английском языке)
- Управление человеческими ресурсами — HR и консалтинг
- Маркетинг

### Инженерный факультет
- Системы и сервисы для цифрового бизнеса
- Промышленные операции Excellence (преподаётся на итальянском или английском языке)
- Наука о данных для операционного совершенства
- Цифровой консалтинг
- Управление системой здравоохранения
- Стратегия производства (преподаётся на английском языке)

### Юридический факультет
- Магистр права

## Рейтинги и исследования
Это один из трёх итальянских университетов (вместе с SDA Bocconi и Università Cattolica), входящих в сеть Института стратегии и конкурентоспособности, где преподаётся выпускной курс Майкла Портера по микроэкономике конкурентоспособности. В 2015 году итальянская экономическая газета Il Sole 24 Ore поместила университет LIUC на третье место среди лучших частных экономических школ Италии по дидактике и на пятое место с учётом исследований. Однако университет не входит в рейтинг QS World University Rankings.

## Библиотека
Biblioteca Mario Rostoni была основана в 1991 году и является академической библиотекой, связанной с «Университетом Карло Каттанео». Она насчитывает до 110 000 томов, которые включают электронные книги, бумажные книги, журналы, финансовые отчёты и базы данных по экономике, менеджменту, юриспруденции и технике.

## Известные студенты
- Франческа Локателли, руководитель глобальной службы Vodafone в Италии, Греции и Турции[11]
- Давиде Рибони, президент Lavazza Professional NAAP[12], президент бизнес-подразделения America и генеральный директор Lavazza Premium Coffee.
- Лука Факин, главный операционный директор Deutsche Bank Italy[11]
- Алессио Агостинелли, партнёр и управляющий директор Boston Consulting Group[11]
- Джованни Чиферри, соучредитель и генеральный директор Buddyfit[11]

## Известные преподаватели
- Энрико Летта[13]